# グローバル資本主義
グローバル資本主義（グローバルしほんしゅぎ）は、国家間の障壁を取り除き、自由化を推し進めた資本主義のグローバル化のこと。新自由主義を世界規模へ適用したとも言われる。

## 概要
グローバル資本主義の特徴の一つは、資本の自由移動である。ブラックマンデーは、投機を目的とする巨額の資金がキャピタル・ゲインを求めて世界中を駆け巡り、投下される国の経済を左右している現状を示した。銀行窓販等で集められた資金を、ミューチュアル・ファンドやヘッジファンドが運用している。大銀行・大生保との関係では資本市場の独占も指摘される。
もう一つの特徴は、より多くのリターンを求める投資家と、より安く良いものを求める消費者の期待に応えるべく、上場企業が賃金をはじめ徹底したコストダウンを図り、結果として非先進国を含め世界中に生産・販売網を展開している点である。国内では労働規制緩和も伴って非正規雇用労働者の増大が問題化している。
上場企業には、国民国家の国内総生産 (GDP) を軽く超える多国籍企業が存在し、市場を獲得するために国境を越えて資金と物資を自由に動かしている。
このようなグローバル資本主義を規制することのできる、同等にグローバルな国際機関は世界貿易機関を除けば、事実上存在しない。

## 歴史～資本主義からグローバル資本主義へ
19世紀末に金本位制が広く採用され、国際金融市場の為替取引を容易にし、預金通貨の需要を生んだ。1907年恐慌の前後に巨額の資本が大西洋を横断するようになった。世界恐慌までに生じたバブルは、そうした資金が呼び水となっていた。第二次世界大戦後、マーシャル・プランが戦中の停滞を打ち破った。ブレトン・ウッズ協定がユーロカレンシーの登場により管理通貨制度へ変わってゆくと、ユーロ債市場が盛況となった。グローバル資本主義はオイルショックで本格的なものとなった。
1973年に産油国が石油輸出国機構（OPEC）を組織して、原油価格を引き上げたことに始まる（当時1バレル1.90ドルから9.76ドルへ）。ついでイラン・イラクの政変にあわせさらに値上げされ、石油産油国の黒字はにわかに巨額化しはじめる一方、石油輸入国では多額の赤字を補填するための資金調達に奔走し始める。オイルマネーの還流を望む西欧諸国政府の思惑もあり、ユーロダラーの発明とともに金融法の極めて少ないオフショア市場が各地で発達していく。
オフショア市場へ流れる国際金融資本を自国へ取り戻すため、各国は税制その他の優遇措置をとりはじめるが、結果として国際金融資本（オフショア資本）の移動の自由度および匿名性をさらに高めることとなった。1980年代には、マーガレット・サッチャーとロナルド・レーガンの「小さな政府」政策により、経済への規制緩和が進められ、1983年以降、度重なる危機はあったものの、グローバル経済は長期にわたり事実上切れ目のない拡大を続け、真にグローバルと呼べるまでに成長した。本格化したグローバル資本主義は1987年のブラックマンデーをものともせずに成長した。そして米ソ冷戦終結後、特にソ連が崩壊した1991年以後に、一強と化したアメリカ合衆国流の市場原理主義・新自由主義が、世界各国へ導入された。それは、投資家の利益を図るため世界の市場経済の一極化と単一化を計り、国際通貨基金 (IMF) などの国際機関が関わって推し進められた。
今日では、さまざまな国の為替レート、金利、株価、原油価格などが密接につながっている。

## グローバル資本主義への反発
反発する者は、新自由主義（無規制で弱肉強食の市場経済）の経済が、非正規雇用労働者（プレカリアート）を世界的・爆発的に増大させ、挙げ句の果てには主権国家体制（民主主義国家のみならず、権威主義国家や社会主義を建前とする一党独裁国家も含め）をも従属させながら世界を席巻している点を覇権主義的であり缺陥として非難している（→反グローバリゼーション）。
米国は、コンピュータOS（マイクロソフト）やスマートフォン（Appleなど）、Web検索エンジン (Google・Yahoo!)、金融業（ゴールドマン・サックス）、飲食業（スターバックス・コカ・コーラ・マクドナルドなど）、ネット通信販売業（Amazon.com）、決済手段（Visa・MasterCard）、鉱工業、農業、技術標準、果てはファッション（リーバイス、GAP、ナイキなど）など、あらゆる面で世界の市場の支配と一極化を目指している。そのため、アメリカ風の政治・経済・社会を他国に無理やり強制し、結果的に貧富の拡大や環境破壊など様々な問題を引き起こしたのではないかと言われている。
世界中どこでもマクドナルドやケンタッキー、コカコーラ、ファンタ、Windowsが見られる光景は結局アメリカ国内で見られる文化を他国に輸出しているに過ぎず、「グローバリズム」ならぬ「"アメリカニズム"」であり、「グローバルスタンダード」ならぬ「アメリカンスタンダード」でしかないと考えられている。地域固有の文化を淘汰する傾向が多いため、左派（社会主義者）のみならず、右派（ナショナリスト）からも批判されている。
民間レベルではグローバル資本主義のもとで過酷な労働環境に置かれている世界の労働者に焦点を当て、告発する動きも盛んになってきている。ごく一部の国を除いて総資本主義化した21世紀の世界の流れに対する反発は、経済の低迷に苦しむ国を中心に強まってきている。
2000年代以降は、世界のグローバル資本主義化の反動で、南米では反新自由主義の左派政権の誕生が相次いでいる。また、技術面でも非アメリカとオープン・リベラルへの志向が高まり、欧州やアジア・南米各国での相次ぐ政府のLinuxの推進や、ESA（欧州宇宙機関）と日本を含む各国による新GPS「ガリレオ計画」の推進などがある。中南米諸国の社会主義への方向転換は漸進的で、数年に一度の選挙による再度の方向転換も有り得る穏健なものであり、20世紀に発生した革命のような多数の犠牲者を生み出す急進的なものではない。また、社会主義を建前とする中華人民共和国やベトナムは、人々の生活に欠かせなくなった物の生産を担っており、グローバル資本主義の重要な担い手になっている。
ただ、グローバル資本主義化は資本の本性から出てきたもので必然的であり、これに対する対案はグローバル社会主義しかないという主張がマルクス主義者の側からなされる。
市場経済が世界に拡大することによって、先進国と途上国との間の格差の拡大、途上国内の経済的不平等の拡大、地球環境の問題が深刻になっており、グローバルな世界の中、安易に市場経済化を広げることが正しいかどうか論議が出てきている。今後の経済体制をどうするべきかの模索が世界中で続いている。そして、資本主義の世の中を生きるひとりひとりが、この状態を変えてゆくためにできることを行おうという動き（反対運動、不買運動、対象企業を自覚的に一切利用しない、政治への働きかけ、反資本主義・脱資本主義を掲げる政党への選挙での投票、ライフスタイルの見直しなど、合法の範囲でできることは多数ある）も活発になっている。

## 肯定する意見
グローバル経済・グローバル資本主義には唯一的な理論や形態があるわけではなく、理論的には個々の国の経済的統治に対する考え方や産業の発展・普及の差異により、多種多様な経済の形態が共存可能である。これには、国内経済の事業者の参入・活動と消費者の選択の自由度、対外経済の事業者の貿易・投資と消費者の選択の自由度、個人と法人の所得・財産・経済活動に対する課税率の高低、政府による福祉・社会保障の質量の豊富度・貧弱度などである。多種多様な形態の実態としては、北米自由貿易協定(NAFTA)、欧州連合(EU)、イスラム国家が実施しているイスラム経済、米州ボリバル代替統合機構、東アジア共同体、アジア・ゲートウェイ構想、その他、世界各国・地域のFTAなどがある。
WTOおよびIMFの加盟国やFTAの締結、世界の貿易・投資の増加の事実は、世界各国が、グローバル経済・グローバル資本主義に参加することが国家と国民の利益になると判断した結果である。経済大国が参加していない二国間・多国間のFTAも多数存在している。この場合、経済大国が締結国へ資本投下していることが多い。
統計資料に基づいてグローバル資本主義の影響と社会指標の変化を包括的に検証すると、グローバル経済・グローバル資本主義の進行は、経済大国が開発途上国から搾取し、一方的な貧困化をもたらすという認識は現代においては適当ではないこともある。開発途上国、後発開発途上国であっても、過去の日本、韓国、台湾、シンガポール、中国、インド、インドネシア、タイ、ベトナムのように、自国の経済・産業の発展段階と性質に適合した経済政策の採用が可能であれば、グローバル経済に参加することは、自国の経済を発展させ、国民の生活水準を向上などの結果を生み出す。経済・産業の発展段階と性質に適合する経済政策の採用は政治等の国内事情や利害関係国との力関係等の対外事情に左右されるため、必ずしも可能ではないことにも注意する必要がある。
経済学者の野口旭は「グローバル経済に閉鎖的な国がほぼ例外なく経済停滞に陥る一方で、グローバル経済に自国の経済を開放していった国の多くは、苦難を経験しながらも、経済的豊かさを着実に実現していったことは明らかである」「社会は、グローバリゼーションの利益を過小評価するが、その不利益は過大評価する。確かにグローバリゼーションは経済的な敗者を生み出す。しかしそれはグローバル経済自体の問題ではなく、市場経済自体の問題である」と指摘している。明治大学国際総合研究所フェローの岡部直明は「市場そのものやグローバル化を否定し、問題を解決しようとすることは、資本主義そのものを否定することになる」と指摘している。
エコノミストの松井良一は「グローバル資本主義が、アメリカのみならず世界経済を発展させ、世界を物質的に豊かにし、文化の交流を促し、人々にさまざまな情報をもたらしてきたことは事実であり、そうした効果を過小評価すべきでない」と指摘している。
野口旭は「経済成長より社会の安定の方により大きな価値観を持つ社会にとっては、グローバル化は人々の経済厚生を悪化させることになる。重要なのは結果であって『グローバルスタンダード』などというスローガンに踊らされる必要はない」と指摘している。

## グローバル資本主義の進行がもたらした影響
経済学者の中谷巌は、世界経済の不安定化について、金融・情報など多様なネットワークがグローバル資本主義の中で進化した結果、個別地域の異変が世界に急速に波及し、経済の不安定化と危機を常態化したとしている。経済学者の岩井克人は「グローバル化とは、世界を市場で覆い尽くせば、見えざる手に導かれ効率的・安定的な社会が実現するという新古典派経済学の壮大な実験にほかならず、実験は失敗した。アメリカのサブプライム住宅ローン危機を機に世界の広がった経済危機は、グローバル資本主義社会が、効率性と安定性が二律背反してしまうケインズ的世界であることを立証した」「グローバル化はマクロ経済の不安定性を増大させる」と指摘している。

### アメリカ
グローバル経済はアメリカの貿易赤字、ドルの外貨保有、アメリカとその他の国の相互の資本投資の増大を生み出した。1980年代にはアメリカ議会が、アメリカとの貿易不均衡が著しい国に対する経済制裁法案を制定したこともあった。
経済のグローバル化が進行した結果として、世界の市場において、売上・利益が大きい、利益率が高い、競争力が強い企業が、それらの点で劣る企業・事業を買収する事例が世界的に進行している。経済のグローバル化の結果として、アメリカ資本の企業が一方的に利益を獲得し、非アメリカ資本の企業が一方的に利益を収奪されるという訳ではない。各種の産業分野の企業の買収・合併の状況については1990年以後の企業の買収・合併の実績を参照。

#### アメリカ資本の企業が外国資本の企業に買収された事例
冷戦時代末期
- 1984年、三菱銀行がバンク・オブ・カリフォルニアを買収。
- 1988年、東京銀行がユニオンバンクを買収。

冷戦終結後
- 1989年、三菱地所がニューヨークのロックフェラーセンターを買収。
- 1989年、ソニーがコロンビア・ピクチャーズ（現在のソニー・ピクチャーズ・エンタテインメント）を買収。
- 1989年、アセア・ブラウン・ボベリがウェスティングハウス・エレクトリックの送電・変電事業を買収。
- 1989年、シンドラーがウェスティングハウス・エレクトリックのエレベーター事業を買収。
- 1990年、松下電器がMusic Corporation of America（現在のユニバーサル・スタジオ）を買収。
- 1991年、イトーヨーカドーがサウスランドを買収。
- 1996年、NECがパッカードベルを買収。
- 1998年、ダイムラーがクライスラーを買収（ダイムラー・クライスラー）。
- 1998年、イギリス原子燃料会社（BNFL）がウェスティングハウス・エレクトリックの商業用原子力発電事業を買収。
- 2000年、日立製作所がIBMのハードディスク事業を買収。
- 2004年、連想集団がIBMのパソコン事業を買収。
- 2005年、BAEシステムズがユナイテッド・ディフェンスを買収。
- 2004年、ソニーがMetro-Goldwyn-Mayerを買収。
- 2006年、東芝がウェスティングハウス・エレクトリックをイギリス原子燃料会社（BNFL）から買収。
- 2007年、リコーがIBMのデジタル印刷事業を買収。
- 2007年、エイサー（宏基電脳）がゲートウェイを買収。
- 2007年、富士通がOkereを買収。
- 2007年、トロント・ドミニオン・バンクがコマース・バンコープを買収。

### 価格への影響
かつて先進国に独占されていた工業製品市場がグローバル化し、需要・供給ともに新規参入が容易となり、企業の価格支配力は低下した。岡部直明は「グローバル経済の下では『生産要素価格均等化の法則』が働く。つまり、一国ではなく国際的にモノの値段が決まる。高賃金・高コスト体質の産業・企業は生き残れない」と指摘している。

### 冷戦終結との関係
グローバル化の進展が喧伝されたのは、1991年のソ連崩壊がきっかけであるという指摘がある。経済学者の竹中平蔵は「1990年代に起きたグローバリゼーションの原因は、東西冷戦の終結であり、それまでの世界経済の構造が根本的に変化してしまった。冷戦が終結したということによって東側の国々が市場経済になだれ込み、市場経済の中に住む人口が急激に増加した。このことによって、市場が2倍となり、世界的な激しい競争が起こった」と指摘している。
「冷戦の終了と新興工業国の登場によって、各国が互いに激しい競争を繰り広げあうグローバルな市場競争が築き上げられつつある」という議論について、経済学者の野口旭、田中秀臣は「経済のミクロ的な非効率とマクロ的な停滞を峻別する視点がまったくない」と指摘している。
経済学者の伊藤修は「需要と供給の両面を持たない経済などなく、財・サービスを供給するだけで需要しない国などない。旧共産圏が参加することで単純に供給過剰になったということはありえない」と指摘している。

### 国際資本の移動
1990年代末期、拡大し続ける国境を越えた資本の移動がグローバル経済を混乱・崩壊に導くという議論が世界の論壇を席巻した。反グローバリズム論者たちの共通認識は、グローバル資本主義は実体経済とかけ離れた膨大な規模の国際資本移動が展開しており、カジノ資本主義を横行させた元凶はアメリカで、主体はヘッジファンドであるというものである。
ジョージ・ソロスは1998年の著書『グローバル資本主義の危機』で、国境による求心力を失ったヒト・モノ・カネは、一国の政策では制御不可能となっており、「開かれた社会」としてのグローバル資本主義を危機的状況に追い込んでいると論じた。ソロスが問題視していたのは通貨投機であり、各国の通貨危機であった。
中野剛志はリーマン・ショックを引き起こした金融グローバリゼーションは、1980年代にアメリカが新自由主義的な理念に基づき、規制緩和や金融市場の自由化を推進したことに端を発しているとしている。厳密には1980年代に始まったグローバリゼーションは、2008年のリーマン・ショックまでの間で第1期と第2期に二分できるとしている。
岩井克人は「グローバル化と同時に進んだ金融の自由化・金融技術の発展は、金融市場全体が信用創造を行うことを可能にし始めている」と指摘している。
1997年-1998年のアジア通貨危機に際しては、ジョセフ・スティグリッツとジャグディッシュ・バグワティはともに、物品の自由化と金融の自由化は同列に論じられないと、金融グローバリゼーションを厳しく批判した。また、バグワティは自由な資本移動が大きな利益をもたらすことを示す実証的な証拠はないと断言し、資本移動の急激な自由化が進められてきたのは、アメリカの金融機関という利益集団の強力なロビー活動の影響であると主張している。さら、ゴードン・ハンソンは様々な対内直接投資の経済効果の研究を整理し、対内直接投資による正の外部効果はほとんどなかったばかりか、国内経済に悪影響を及ぼした場合すらあったという実証研究結果を2001年に発表している。
経済学者の堂目卓生は「貿易・金融のグローバル化は、各国の経済に大きな影響を与えるようになり、国家は貿易・国際金融に対して戦略的な政策を迫られている」と指摘している。
野口旭は「国際資本移動とは、本質的には国境を越えた資金貸借に過ぎず、資金の出所が国内・国外だけで善悪を区別している」と指摘している。

### 産業構造の変化
グローバリゼーションは常に、既存の社会・経済に対して、巨大な変化を強制するため、グローバル化の圧力が最も厳しい形で現れるのは、比較劣位にある産業である。金融のグローバル化と、一国経済の基幹産業の振興は両立が困難であるとされる。産業構造で言えば、製造業は主に貿易財を生産するため、その活動は「グローバル」である一方で、サービス産業は主に非貿易財を生産するため、その活動は「ローカル」である。
現代の変貌するグローバルな経済においては、人々の嗜好の変化による需要構造の変化、技術革新などによる生産構造の変化、新興市場の拡大による比較優位構造・貿易構造の変化など不可避であるとされる。後進国では、グローバリゼーションに伴う伝統的産業や伝統的経済構造の崩壊は深刻な形で存在する問題がある。
野口旭、田中秀臣は「開放されたグローバル経済を守るために苦痛を社会で分かち合う心構えが必要である」と指摘している。

### 格差の拡大
中野剛志はグローバル化は労働者の賃金を上げさせず格差が拡大するばかりであるため、国内の資本家と労働者の対立を誘発することを指摘している。ポール・クルーグマン、ローレンス・サマーズなどのグローバル化を推進したエコノミストですら、2000年代中盤以降、賃金が一向に上がっていないのを目撃すると、グローバル化は労働者に対し被害を及ぼすと認めざるを得なかったとしている。また、チュニジアやエジプトなどの北アフリカで内紛や内戦が続出したが、それもグローバルな穀物市場で小麦価格が高騰したためであり、21世紀型の戦争が国内紛争であるとすれば、グローバル化はその主たる原因だとしている。
中谷巌は、所得格差の拡大について、グローバル資本主義がBRICSの繁栄をもたらしたと評価する一方で、資本は賃金の高低差を求めて世界を移動するため、自国経済が発展しても国内の非熟練労働者の賃金は改善されず格差は拡大するとしている。
ジョセフ・スティグリッツは「1980年代末期の共産主義体制の崩壊から、経済のグローバル化が加速し、国間の格差が縮小しはじめた。格差はグローバリゼーション、労働・資本・モノ・サービスの移動、スキルや高学歴の従業員の優遇、技術変化の副産物だというものは真実ではない」と指摘する一方で「経済的なパイを拡大することなく、システム操作で、パイの大きい部分を獲得するレントシーキングというアメリカ生まれのイノベーションが、グローバル化してしまった。グローバル化による不均衡は、世界中に被害をもたらした。国境を越え移動する資本は、労働者に賃金の譲歩、政府に法人税の減税を要求した。その結果、底辺への競争が起き、賃金・労働条件が脅かされるようになった」と指摘している。
原田泰、大和総研は「グローバル化した世界では、先進国の労働者は後進国の労働者と競争しなければならず、結果先進国の労働者の賃金低下の圧力が働く。ただし、この圧力が先進国の単純労働者に与える影響は強い一方で、技能労働者に与える影響は軽微である」と指摘している。また原田泰、大和総研は「グローバル化は、格差を縮小させる効果もある。後進国が発展すれば、先進国で買う製品が安くなる。低所得者はエンゲル係数が高いため、食料品が安くなれば実質所得が増える」と指摘している。
経済学者の若田部昌澄は「『グローバリゼーションが（国内における）格差を拡大した』という説にこれといった証拠があるわけではない。IMF（国際通貨基金）でもそう分析されている」と指摘し、格差が広がっているのは事実としながらも「要因は多岐に渡り、国によって事情が違うためこれが主な要因だと一つだけ示すことはできない」と指摘している。また若田部はポール・コリアーの著書『最底辺の10億人』を引用し「グローバリゼーションが進むほど経済成長は早くなるので、むしろ貧困は減る。本当に深刻なのは、グローバリゼーションからこぼれ落ちてしまった最貧国のほうである」と指摘している。

#### 日本の格差の拡大
1990年代半ば以降、パートタイマー・契約社員・派遣社員など非正規雇用が大幅に増えており、この背景としてグローバルな競争に対応するためのコスト削減・規制緩和の影響などが指摘されている。国際競争にさらされる製造業の賃金は上がりにくいとされている。
中野剛志は2002年-2006年に日本は好調な輸出の主導で景気回復をしたが、輸出が好調にもかかわらず、一人当たりの給与は下がっており、また大企業においては労働分配率が下がることが顕著であったため、国民が景気回復を実感できなかったことは当然であるとしている。一般に輸出企業は競争相手の多い世界市場で厳しい競争にさらされるが、激しいコスト競争の中で、輸出企業は実質賃金を抑制せざるを得なくなり、グローバルな世界における競争の結果として、労働者の賃金は最も低い賃金の水準まで低下する「底辺への競争」と呼ばれる現象が発生するとしている。このようなグローバルな「底辺の競争」は一国全体の賃金水準を下げるデフレーション圧力となり、グローバル化は格差拡大につながるとしている。
岩田規久男は「2003年から2007年初頭までの景気回復期、企業収益が伸びたにもかかわらず、正社員の実質賃金の伸びは鈍いままだった。発展途上国から輸入品との競争で、実質賃金を下げざるを得なかったからである。その過程で企業は正社員よりも賃金の低い非正規労働者を多く雇った。アジアなどで生産される輸入品は、現地の低賃金労働者がつくっている。それに対抗するために、日本の非正規労働者の賃金を低く抑えてしまった。グローバル競争が正社員と非正規労働者の経済格差を拡大させた可能性がある」と指摘している。また岩田は「経済のグローバル化によって、安くて質の良いモノが輸入されることによって、未熟練労働者も利益を受けている」と指摘している。
竹中平蔵は「グローバル化が進む中、日本が今後も現在（2001年）の生活水準を維持するためには、少なくとも彼ら（中国）の20倍の生産性を持たなければならないことになる」と述べ「構造改革」の必要性を強調している。一方で、森永卓郎は「中国と競争するためには、日本の人件費が半分になっても勝てず、20分の1以下まで下げるべきだと言うのだろうか」と指摘している。
経済学者の田中秀臣は「グローバル化の競争圧力によって、日本企業はコスト削減を余儀なくされている。企業は社員を教育・訓練する余力を失ってしまい、スキルのある人材だけを求めている。スキルの無いフリーターは、正社員として雇用されなくなってしまう」と指摘している。
「経済格差の原因は、グローバリゼーションやIT革命、規制緩和による構造改革である」という議論について、田中秀臣は「1990年代におけるデフレと失業の増加・不況の悪化を整合的に説明できない。長期停滞や経済格差の原因は、総需要不足にある」と指摘している。
経済学者の大竹文雄は「グローバル化が、格差が拡大する原因であることは確かであるが、グローバル化による貿易拡大によって日本人全体が豊かになっていることも事実である」と指摘している。大竹は「グローバル化の阻止は、世界の貧困問題を深刻にするという問題もある。日本がグローバル化をやめて、後進国からの農産物・製品を輸入しなくなると、日本も貧しくなるが後進国は更に貧しくなる。貿易による日本国内の格差・貧困問題は、社会保障制度・教育で対応すべきである」と指摘している。
経済企画庁は、貿易を制限するよりも非熟練労働者の技能水準を高める教育・職業訓練が、賃金格差拡大の対策となるとしていた。
為替レートの影響
企業は国際的であり、為替レートによってどの国の人を雇用するかを決めるとされている。日本国内で商品を生産・販売している企業は、海外と競合している商品の場合、円高となると人件費などのコストが相対的に高くなるため、競争が厳しくなる。
野口旭、田中秀臣は「日本の賃金が各国と比較して割高だとすれば、それは単に為替レートが実物経済の均衡・整合的な水準にまで調整されていないということに過ぎない」と指摘している。経済学者の円居総一は「貨幣という名目価値で、他国の通貨で表示した絶対価格で比較し、日本の物価は高い、国際的価格に収斂させなければならない、または高コスト体質を是正しなければならないという議論は意味がない。為替レートですべてが決まるため、日本のモノ・賃金が他国と比べて実質的に高いのか低いのかは解らないからである」と指摘している。
岩田規久男は「過度の円高は、非正規雇用の比率を引き上げ、製造業を中心とした海外移転を促進し、国内雇用の需要の減少・失業率の上昇をもたらした」と指摘している。

### 各国の金融政策への影響
グローバル化された資本主義社会には、不安定性に対抗できる世界政府・中央銀行は存在しない。
エコノミストの伊藤洋一は「各国における金融政策の有効性の低下は、それぞれの国がグローバルな経済や市場に飲み込まれ、その波動を都度受けていることでも生じている。もちろん、各国の経済がグローバルな需要や交易によって助けられていることも確かで一方的ではない。しかし、こと金融政策に限ってみるとグローバル環境が制約条件になっているケースが多い。重要なことは、経済のグローバル化の中で海外要因が増えているということであり、グローバル化が進めば進むほど、各国中央銀行の当該国経済に対するコントロール力は低下していくことになる」と指摘している。
中谷巌は、グローバル資本主義に無制限の自由を与えるのではなく、一定の規律を設け制御する必要性を説き、統制機関として世界中央銀行・世界中央政府の設置を主張している。
野口旭は「各国が金融政策の自立性を失う根本的な原因は、固定相場制にある。各国が金融政策の自立性の確保するためには、変動相場制でありさえすればよい」と指摘している。

### 環境破壊
中谷巌は、地球環境の破壊について、利益追求の最大化を標榜するグローバル資本は、環境コスト・環境規制の緩やかな地域を選んで資本投下するため、特定の国が規制を強化しても地球全体では成果は得られないとしている。

### 地域社会
加藤寛は、地域社会がグローバリゼーションの中で生き残るためには、
1. 地域社会を開放し世界レベルでモノ・カネ・ヒトの出入りを活発にする
2. 地域での資源・資金・人材の循環を活発にする

という条件が不可欠であると指摘している。

### 日本
日本経済は、自動車・電機機械などグローバル経済と競争している経済圏と、交通・飲食・社会福祉などグローバルと関係なく地方経済で活躍している経済圏と産業構造が2つに分かれている。
中野剛志はグローバルな競争で勝ち残りたい企業には、デフレで労働者の賃金が安いことは強みであるとしている。その理由は、デフレにより物価を加味した「実質為替レート」の低下により競争力が強化されるからだという。このように、輸出企業がデフレにより恩恵を受けるのであれば、輸出主導の成長によるデフレの脱却はできないとしている。以上を踏まえ、グローバルに活動する輸出企業が利益を上げていても、その企業と同じ国籍の国民も同様に豊かになるとは限らないのがグローバリゼーションという現象の本質だと結論付けている。
中野剛志は、日本において「グローバル化した世界では、輸出主導で成長しなければならない」という意見が2000年代より優勢になったことについては以下の2つの理由が考えられるとしている。第一は、2002年-2006年に輸出主導により景気回復したという経験をしたことである。これについて中野は、この時期はアメリカの住宅バブルにより世界経済全体が好調で、しかも円安であったために日本企業の輸出は好調だったのであり、住宅バブルがはじけ世界が大不況に陥っている2011年現在とは状況が異なるとしている。第二は、日本の人口減少・少子高齢化に伴う国内需要の減少により海外需要を取り込まねばならないという危機感に駆られていることである。しかしこの主張についても中野は、人口減少が需要の減少と共に労働力（＝供給）の減少も引き起こすと指摘した上で、2011年現在進行している人口減少は「少子高齢化」であり、これは「少子化」という供給力の相対的減少と「高齢化」という需要の相対的な拡大とが同時に発生し、需要過剰・供給不足をもたらすため、むしろ国内需要を満たすだけの供給力をどのように備えるかが問題になるとして反論している。
岩田規久男は「1990年以降、グローバル競争による競争の激化以上に、経営のグローバル化が進んだ。競争が激化しただけなら日本的経営は変わることはなかった」と指摘している。
野口旭は「日本経済が、低迷しているのは、グローバル競争の圧力が強まったからではない。1960年代の高度経済成長が貿易自由化から始まったことが示すように、日本ほど経済の構造改革・構造調整によってグローバリゼーションを巧みに適応し、恩恵を受け続けた国は無かった」と指摘している。
みずほ総合研究所は「グローバル・スタンダード論の盛り上がりの背景には、日本経済に対する過度な悲観論とその裏返しである好調なアメリカ経済への追従の姿勢があった」と指摘している。また、みずほ総合研究所は「日本に必要なのは、グローバル・スタンダードへの適応という声の下、無条件に日本経済システムを破棄することではない」と指摘している。
国際政治学者の浅野貴昭は「グローバル市場へのアクセスによって享受するメリットを最大化し、デメリットを最小化するような政策上の工夫に我々は注力すべきである。幅広い分野について、日本がいかにグローバル市場に向き合うべきかを改めて問う必要がある」と指摘している。

### 中国
中野剛志は中国はグローバル化することで成長しようとしたため外資を導入しており、所得格差の縮小や労働者の賃上げによる経済成長を試みた場合、ベトナムなどのもっと賃金水準の低い国に資本が流出する。そのため賃金を上げることができず、賃金が上がらないのにバブルで物価だけが上がっているため、各地で労働者の暴動が頻発しているとしている。また、中国は少子高齢化により市場は拡大しなくなり、労働者の減少は普通は賃金の上昇をもたらすが、賃金の上昇は中国の輸出市場戦略に致命傷を負わせるとしている。高付加価値による商品の生産も技術力の問題や特許政策の不備で難しく、2011年現状では低賃金以外で国際競争力を付けるのは難しいと分析している。